# محمد موسی خان
محمد موسی خان معروف به جنرال محمد موسی خان هزاره سیاستمدار، نظامی با درجه جنرال و فرمانده کل ارتش پاکستان بود که از سال ۱۹۵۸ (میلادی) تا سال ۱۹۶۶ (میلادی) تحت رهبری ایوب خان دومین رئیس‌جمهور پاکستان خدمت می‌کرد.

## زندگی‌نامه و سرگذشت
جنرال موسی خان هزاره از قوم هزاره اهل پاکستان، متولد در ۲۰ اکتبر ۱۹۰۸ (میلادی) در کویته ایالت بلوچستان بود. موسی خان فرزند سوم یزدان خان، شخصیت سیاسی پاکستان بود. وی نه تنها بهترین افسر لایق و بادرایت در اردوی پاکستان بود بلکه نمونه‌ای کمی مانند او در افسران اردوی کشورهای جهان دیده می‌شود او به حیث یک سرباز ساده در اردوی هند بریتانیا شامل خدمت شد و به خاطر فعالیت‌هایش به بلندترین رتبه در اردوی پاکستان رسیده بود. در دهه ۱۹۶۰ (میلادی) فرمانده کل ارتش پاکستان بود و همچنان فرمانداری ایالت مغربی پاکستان را به عهده داشت. موسی خان در جنگ هند و پاکستان در ۱۹۶۵ (میلادی) رهبری قوای پاکستان را به دوش داشت که با شجاعت و ابتکارات عالی نیروی نظامی هند را شکست داد. موصوف در سال ۱۹۸۵ (میلادی) در حالیکه بازنشسته بود به حیث فرماندار در ایالت بلوچستان تعیین شد و تا آخر عمرش به همان مقام باقی ماند. وی در سال ۱۹۸۹ (میلادی) وفات نمود و قرار وصیتش در شهر مشهد در جوار حرم امام رضا به خاک سپرده شد. اگرچه وصیت او انجام شد اما انتقال جنازه وی ضربه مهمی برای هزاره‌های پاکستان از نگاه سیاسی و قومیتی به‌شمار می‌رود.

## وظایف نظامی بعدی
در دهه ۱۹۵۰، موسی خان فرماندهی تفنگداران پاکستان شرقی را عهده‌دار بود. وی در سال ۱۹۵۱ نقش فرمانده ارشد اجرایی در لشکر ۱۴ پیاده داکا، در مرکز پاکستان شرقی را داشت. در سال ۱۹۵۲، وی آخرین گزینه برای فرماندهی عمومی لشکر ۸ پیاده مستقر در داکا بود. قبل ازاینکه وی به ستاد ارتش در پاکستان غربی برگردد پنج سال در این سمت خدمت کرد. در سال ۱۹۵۷، وی به‌ترتیب به‌عنوان رئیس ستاد کل و قائم مقام فرمانده کل ارتش پاکستان خدمت کرد. هنگامیکه علیه اسکندر میرزا رئیس‌جمهور پاکستان در سال ۱۹۵۸ کودتا شد و ژنرال ایوب خان حکومت نظامی اعلان نمود، موسی خان نیز کار خود را در ارتش به‌خوبی پیش برد و توسط ایوب خان به‌عنوان فرمانده کل نیروهای مسلح پاکستان منصوب شد. ارتقا موسی خان به انتصاب جنرال چهار ستاره با بحث و جدال در پاکستان روبرو شد زیرا بسیاری فکر می‌کردند که انتصاب وی براساس «اعتماد است تا لیاقت».
در اکتبر ۱۹۵۸ که موسی خان به‌عنوان ژنرال چهار ستاره منصوب شد وی توسط ایوب خان که به عنوان فیلد مارشال فعالیت می‌کرد به‌عنوان فرمانده کل قوا منصوب شد. رئیس‌جمهور ایوب هنگام ریاست دولت مدنی، امور نظامی را به ژنرال موسی خان واگذار کرد. در سال ۱۹۶۰، وی به عنوان رئیس فدراسیون هاکی پاکستان نیز منصوب شد که تا زمان بازنشستگی در ۱۹۶۶ در این سمت باقی ماند. در زمان حضور وی به عنوان رئیس‌جمهور بود که تیم هاکی پاکستان اولین مدال طلای خود را در برابر تیم هاکی هند در بازی‌های المپیک تابستانی ۱۹۶۰ رم بدست آورد.

## جنگ ۱۹۶۵ با هند
در سال ۱۹۶۴، وی از عملیات مخفی مورد مطالعه وزارت امور خارجه به رهبری ذوالفقار علی بوتو وزیر امور خارجه مطلع شد و به دلیل عدم ارتباط بین اقدامات پنهانی و پشتیبان‌گیری متعارف، نظرات خود را علیه این عملیات ارائه داد. ژنرال موسی خان همچنین از رئیس‌جمهور ایوب خان در مورد نظرات خود حمایت کرد. با این حال، جنگ در سال ۱۹۶۵ آغاز شد. جنرال موسی خان علی‌رغم اصرار وزیر امور خارجه بوتو بدون تأیید رئیس‌جمهور ایوب خان به ارتش پاکستان دستور حمله نداد. پس از حرکت ارتش هند به منطقه کونت، ژنرال موسی خان دستور داد ارتش پاکستان پاسخ به‌مثل به هند دهد. پس از بررسی منظره هوایی منطقه و دریافت راهنمایی از رئیس‌جمهور ایوب برای ایجاد جایگاه برای سرلشکر یحیی خان، ژنرال موسی خان با تغییر فرماندهی از سرلشکر یحیی خان به سرلشکر سردار اختر حسین تأخیر زمانی بسیار مهم در جابجایی نیروها و درنهایت شکست عملیات پدیدآورد.
در مورد عدم موفقیت به دلیل تغییر فرماندهی، ژنرال موسی خان اقدامات خود را توجیه کرد که علی‌رغم اختیاراتی که به وی داده شده، فرصت انتخاب فرماندهی ستاد را نداشته‌است. اما وی بزودی ثابت کرد که لیاقت فرماندهی را دارد. او ارتش پاکستان را در بزرگترین نبرد تانک هدایت و فرماندهی کرد که باعث پیروزی نبرد و شهرت عمومی وی شد. استراتژی وی مبتنی بر روش سنگر کلاسیک پشتیبانی شده توسط زرهی، توپخانه و نیروی هوایی از نظر تاکتیکی قدرتمند و موفق بود زیرا ارتش هند را که در حال پیشروی بود متوقف کرد اما از نظر سیاسی ناموفق بود زیرا این کشور عضو معاهده صلح بود که توسط اتحاد جماهیر شوروی در ۱۹۶۵ مورد نقض قرار گرفت.
خدمت سربازی ژنرال موسی به این دلیل منحصر به فرد است که سمت وی از دوره ۱۹۵۸ تا ۱۹۶۶ به عنوان فرمانده کل دو بار تمدید شده بود. پس از بازنشستگی، ژنرال موسی معرفی یحیی خان به عنوان فرمانده کل قوا را به رئیس‌جمهور ایوب توصیه نکرد و نام یحیی در لیست نامزدی ارسال شده توسط وی به رئیس‌جمهور نبود. با این وجود ژنرال یحیی خان به عنوان فرمانده کل قوا جانشین ژنرال موسی شد.
در مورد جنگ با هند در سال ۱۹۶۵، ژنرال موسی دیدگاه‌ها و شهادت‌های خود را در دو کتاب منتشر شده در مورد تاریخ نظامی ارتش پاکستان نوشت: اول «نسخه من» و کتاب دوم «جوان به ژنرال».

## موضع سیاسی
در زمان بازنشستگی در سال ۱۹۶۶، ژنرال موسی خان یک شخصیت مشهور و محبوب نظامی بود که باعث شد رئیس‌جمهور ایوب خان وی را به عنوان فرماندار پاکستان غربی منصوب کند.
از سال ۱۹۶۹ تا ۱۹۸۴، موسی خان در کراچی اقامت گزید و آنجا حقوق بازنشستگی نظامی دریافت می‌کرد. در سال ۱۹۸۵، او در سیاست ملی در حزب مسلم لیگ پاکستان به رهبری نخست‌وزیر م. ک مونجو فعالیت خود را آغاز کرد. وی پس از انتخابات عمومی در سال ۱۹۸۵ توسط رئیس‌جمهور ضیاالحق به‌عنوان فرماندار بلوچستان منصوب شد. پس از انتخابات عمومی که در سال ۱۹۸۸ برگزار شد، موسی خان طی مشاجره ای به پیشنهاد وزیر ارشد وقت ظفرالله خان جمالی، مجلس ایالتی را منحل کرد.
با این حال، دادگاه عالی بلوچستان در حالی که محکومیت عمومی اقدام فرماندار را محکوم کرد، مجلس ایالتی را دوباره فعال کرد. گمان می‌رفت که این عمل گامی در جهت انحلال مجلس با موافقت رئیس‌جمهور و نخست‌وزیر بوده باشد.

## پیون به بیرون
- pakistanarmy.gov.pk/General Muhammad Musa